# یان وویچیخ کیورسکی
یان وویچیخ کیوِرسکی (لهستانی: Jan Wojciech Kiwerski)؛ ‏ تلفظ لهستانی: [ˈvɔjt͡ɕɛx]؛ ‏ (۲۳ مهٔ ۱۹۱۰ – ۱۸ آوریل ۱۹۴۴) سرهنگ ارتش لهستان و فرمانده لشکر ۲۷ پیاده‌نظام ارتش میهنی بود. او در عملیات تندباد طی جنگ جهانی دوم در ۱۹ آوریل ۱۹۴۴ کشته شد.
کیوِرسکی در در ۲۳ مه ۱۹۱۰ در کراکوف به دنیا آمد. او در سن ۱۴ سالگی یتیم شد و در سپتامبر ۱۹۲۳ به دانشکده نظامی پیوست. در ژوئن ۱۹۲۸ از دانشکده نظامی فارغ‌التحصیل شد و از آنجایی که یکی از بهترین دانشجویان بود به او حق انتخاب داده شد تا رسته خود را برگزیند که او واحد نقب‌زنان را انتخاب کرد.
کیوِرسکی در سال ۱۹۲۸ وارد مدرسه مهندسی نظامی ورشو شد و در سال ۱۹۳۱ با درجه ستوان دومی از آنجا فارغ‌التحصیل گشت و خدمت نظامی خود را در گردان سوم نقب‌زنان ویلنیوس به عنوان فرمانده جوخه آغاز نمود.
در نوامبر ۱۹۳۴ کیوِرسکی به دژ مودلین انتقال یافت و ۱۹۳۷ به مدرسه عالی جنگ فراخوانده شد. در ۱۹ مارس ۱۹۳۹ درجه سروانی به او اعطا گشت و دو هفته پیش از آغاز تهاجم آلمان به لهستان از مدرسه عالی جنگ فارغ‌التحصیل شد.
در ۲۰ اوت ۱۹۳۹ کیوِرسکی به گرودنو اعزام و در گروه عملیاتی مستقل پولیسه به عنوان افسر خدمت کرد. پس از نبرد کاک ژنرال فرانچیشک کلبر به سربازانی که نمی‌خواستند اسیر نیروهای آلمانی بشوند اجازه داد تا خود را مخفی کنند. کیوِرسکی با استفاده از این موقعیت در نوامبر ۱۹۳۹ خود را به ورشو رسانید و به زودی تبدیل به یکی از مهره‌های اساسی سرویس پیروزی لهستان شد. از ۱۹۴۲ او فرمانده یگان انتقام کِدیف گشت و در نوامبر ۱۹۴۲ به درجه سرگردی ارتقا یافت.
در دسامبر ۱۹۴۳ سرفرماندهی ارتش میهنی کیوِرسکی را به وولینیا فرستاد که در آنجا ملی‌گرایان اوکراینی در حال کشتار لهستانی‌ها بودند (نگاه کنید به کشتارهای لهستانی‌ها در وولینیا و گالیسیای شرقی). کیوِرسکی رئیس ستاد واحدهای ارتش میهنی در وولینیا بود و از فوریه ۱۹۴۴ فرماندهی لشکر ۲۷ پیاده‌نظام ارتش میهنی را به دست گرفت.
کیوِرسکی در ۱۸ آوریل ۱۹۴۴ در قصبه‌ای در جنگل‌های وولینیا در شرایطی نامعلوم کشته شد. جنازه او در سپتامبر ۱۹۸۹ کشف و به صورت موقت در کلیسای جامع میدانی ارتش لهستان دفن شد. در ۲۱ آوریل ۱۹۹۰ جنازهٔ کیوِرسکی به همراه جنازهٔ دو تن از سربازانش به گورستان پوونسکی انتقال یافت. یک روز پیش از دفنش رئیس‌جمهور لهستان، کیوِرسکی را به درجه سرتیپی ارتقا داد. وی همچنین دارنده افتخارهایی مانند صلیب دلاوری (لهستان) و نشان فضیلت نظامی بود.
خیابان‌هایی در لوبلین و کراکوف به نام اوست و مجسمه نیم‌تنه‌ای از او را می‌توان در میدان وولینیا ورشو نزدیک یادبود ارتش میهنی وولینیا یافت.